# Bank Degroof Petercam
Bank Degroof Petercam is een Belgische private en zakenbank, opgericht in 1871 in Brussel. De bank is actief in vermogensbeheer, financiële markten, corporate finance, credit & structured finance, vastgoedactiviteiten, financiële analyse alsook de oprichting en administratie van beveks.
De bank is niet beursgenoteerd. In augustus 2023 kondigde Indosuez Wealth Management (een dochteronderneming van Crédit Agricole) het voornemen aan om een meerderheidsbelang te verwerven in Degroof Petercam.

## Geschiedenis

### Bank Philippson
Franz Philippson (1851-1929) was de zoon van de prominente Duitse rabbijn Ludwig Philippson en zijn tweede vrouw, Mathilde Hirsch. In 1866 verhuisde hij naar Brussel en begon te werken voor de Venetiaanse Joodse bankier Giacomo Errera, die zich tien jaar eerder in de stad had gevestigd. In 1871, hetzelfde jaar dat Errera de Banque de Bruxelles oprichtte, vertrouwde hij Philippson het startkapitaal toe voor een bank op naam van Philippson zelf. Op dat moment bedroeg het kapitaal 500.000 Belgische frank. In 1877, als gevolg van de mentale gezondheidsproblemen van Errera, werd de bank van Philippson volledig autonoom. In 1888 verwierf Philippson een prominente positie binnen de Brusselse bankgemeenschap door de herstructurering van de schulden van de stad Brussel te leiden.
In 1909 was Philippson een van de belangrijkste oprichters van de Banque du Congo belge. Franz' zonen Maurice (1877-1938) en Jules Philippson (1881-1961) leidden de bank tijdens het interbellum.
Tijdens de Tweede Wereldoorlog vluchtte de familie Philippson het land om te ontsnappen aan antisemitische vervolging. Ze keerden terug na de bevrijding. Tegen 1955 was de bank betrokken bij 8% van alle transacties op de Belgische aandelenmarkt.

### Bank Degroof
Jean Degroof begon begin 1912, op 15-jarige leeftijd, als telegrambesteller bij de Banque Philippson en werkte zich op tot vennoot in 1940. Tijdens de Tweede Wereldoorlog leidde hij samen met medevennoot Richard Weitzel de bank, terwijl Jules Philippson in ballingschap verbleef.
Midden 1953 kocht Degroof de aandelen van Paul Philippson en werd zo, samen met Jules Philippson, hoofdaandeelhouder van de bank. Hierop werd de naam gewijzigd in Jules Philippson, Jean Degroof & Cie. In 1955 richtte Degroof de investeringsmaatschappij Mutuelle de participation et de gestion mobilières (Mupagemo) op om deze aandelen te beheren. Na het overlijden van Jules Philippson in 1961 werd de bank hernoemd tot Jean Degroof & Cie, terwijl Mupagemo de aandelen verwierf die eerder in bezit waren van Jules Philippson.
In 1968 waren de aandeelhouders van de bank: Jean Degroof (19,10%), Benedict Goldschmidt, een erfgenaam van de familie Philippson (15,37%), Mupagemo (58,73%) en andere leden van de familie Philippson (6,8%). Mupagemo breidde haar aandeel geleidelijk uit tot 75% in 1970, 84% in 1973, en 100% in 1988. In 1998 verkocht Marcel Degroof, toen de controlerende aandeelhouder van Mupagemo, aandelen aan het management van de bank en externe investeerders via de holding Compagnie du Bois Sauvage.
In 2009 stapte de investeringsmaatschappij Cobepa in de bank en in 2011 werd ook de in Antwerpen gevestigde familie Cigrang aandeelhouder van Bank Degroof via hun holding CLdN.

### Degroof Petercam
In 2015 fuseerde de bank met beurshuis Petercam.
In 2023 kocht de Franse bank Crédit Agricole ongeveer 80% van de bank. De familie Cigrang bleef de enige Belgische aandeelhouder. Op het moment van de overname door Crédit Agricole waren de aandeelhouders als volgt: CLdN van de familie Cigrang (20%), investeringsmaatschappij Cobepa (12%), Petercam Invest van de families Peterbroeck en Van Campenhout van beurshuis Petercam (21%), de families Philippson, Haegelsteen, Schokert en Siaens, en financiële partners, managers en personeel.

## Activiteiten
Degroof Petercam is actief in het beheer van private activa, bemiddeling op de financiële markten, financieel advies aan ondernemingen (fusies en overnames, private plaatsingen, beursintroducties, enz.), het beheer van institutionele mandaten, het beheer en de verdeling van beleggingsfondsen, financiële analyse en de creatie en administratie van beleggingsfondsen. Sinds de fusie van Bank Degroof met Petercam is de groep gestructureerd rond vier kernactiviteiten:
- private banking
- institutioneel vermogensbeheer
- investeringsbankieren
- diensten voor beleggingen en vermogensbeheer (asset services)

## Kerncijfers
Degroof Petercam maakte de volgende cijfers bekend voor 2024: 
- Totale netto-inkomsten van 617,6 miljoen euro (579,3 miljoen in 2023)
- Brutobedrijfswinst van 149,3 miljoen euro (118,5 miljoen in 2023)
- Nettowinst van 78,3 miljoen euro (56,3 miljoen in 2023)
- Totale activa van cliënten (netto) van 79,8 miljard euro (74,3 miljard eind 2023)
- Kapitaalratio (CET1): 29,5% (24,0% eind 2023), ruim boven de wettelijke vereisten

## Bestuur
| Periode               | Voorzitter       |
| Bank Degroof          | Bank Degroof     |
| --------------------- | ---------------- |
| ? - 2015              | Alain Philippson |
| Bank Degroof Petercam |                  |
| 2015 - 2017           | Alain Philippson |
| 2018 - 2021           | Ludwig Criel     |
| 2021 - 2024           | Gilles Samyn     |
| 2025 - heden          | Jef Van In       |

| Periode               | CEO                 |
| Bank Degroof          | Bank Degroof        |
| --------------------- | ------------------- |
| 1998 - 2006           | Alain Siaens        |
| 2006 - 2014           | Regnier Haegelsteen |
| 2014 - 2015           | Philippe Masset     |
| Bank Degroof Petercam |                     |
| 2015 - 2019           | Philippe Masset     |
| 2019 - 2021           | Bruno Colmant       |
| 2021 - 2024           | Hugo Lasat          |
| 2025 - heden          | Sylvie Huret        |